# Antonio Blakeney
Antonio Davon Blakeney (Nueva York, Nueva York, 4 de octubre de 1996) es un baloncestista estadounidense que pertenece a la plantilla del Hapoel Tel Aviv de la Ligat ha'Al de Israel. Con 1,93 metros de estatura, juega en la posición de escolta.

## Trayectoria deportiva

### Universidad
Tras disputar en 2015 el prestigioso McDonald's All-American Game, partido que reúne a los mejores jugadores de high school del año, jugó dos temporadas con los Tigers de la Universidad Estatal de Luisiana, en las que promedió 14,8 puntos, 4,1 rebotes y 1,3 asistencias por partido. En su primera temporada fue incluido en el mejor quinteto de novatos, mientras que en la segunda lo fue en el segundo mejor quinteto de la Southeastern Conference.
En abril de 2017 anunció su intención de presentarse al draft de la NBA, renunciando a los dos años de universidad que le quedaban por cumplir.

#### Estadísticas
| Año     | Equipo | PJ | PT | MPP  | %TC  | %3P  | %TL  | RPP | APP | ROB | TPP | PPP  |
| ------- | ------ | -- | -- | ---- | ---- | ---- | ---- | --- | --- | --- | --- | ---- |
| 2015–16 | LSU    | 33 | 24 | 30.8 | .425 | .335 | .748 | 3.5 | .9  | .7  | .2  | 12.6 |
| 2016–17 | LSU    | 31 | 30 | 32.9 | .458 | .358 | .724 | 4.8 | 1.7 | .7  | .1  | 17.2 |
| Total   | Total  | 64 | 54 | 31.8 | .444 | .347 | .736 | 4.1 | 1.3 | .7  | .1  | 14.8 |

### Profesional
Tras no ser elegido en el Draft de la NBA de 2017, fue invitado por los Chicago Bulls para participar en las Ligas de Verano de la NBA. En el mes de julio firmó un contrato de dos vías para jugar también en el filial, los Windy City Bulls. Debutó como profesional el 19 de octubre en un partido ante Toronto Raptors.
Al término de la temporada fue elegido Rookie del Año de la NBA Development League de 2018, tras promediar 32,0 puntos, 6,7 rebotes y 3,9 asistencias por partido.
El 19 de julio de 2018, Blakeney firmó con los Chicago Bulls de la NBA.
Después de una temporada en Chicago, el 9 de septiembre de 2019, fue cortado.
Para la temporada 2019-20 se marchó a China a jugar con los Jiangsu Dragons de la CBA.
El 11 de enero de 2021, fue elegido por los Canton Charge en el puesto N.º 3 del draft de la NBA G League.
El 19 de marzo de 2022, firma con el Hapoel Be'er Sheva B.C. de la Ligat Winner. Blakeney venía de actuar en el Al Ahli Manama de Baréin.
El 21 de octubre de 2024 fichó por el Hapoel Tel Aviv de la Ligat ha'Al de Israel.

## Estadísticas de su carrera en la NBA

### Temporada regular
| Año     | Equipo  | PJ | PT | MPP  | %TC  | %3P  | %TL  | RPP | APP | ROB | TPP | PPP |
| ------- | ------- | -- | -- | ---- | ---- | ---- | ---- | --- | --- | --- | --- | --- |
| 2017-18 | Chicago | 19 | 0  | 16.5 | .371 | .288 | .769 | 1.7 | 1.1 | .4  | .1  | 7.9 |
| 2018-19 | Chicago | 57 | 3  | 14.5 | .419 | .396 | .658 | 1.9 | .7  | .2  | .2  | 7.3 |
| Total   | Total   | 76 | 3  | 15.0 | .406 | .357 | .696 | 1.8 | .8  | .3  | .1  | 7.5 |